# Řevňovice
Řevňovice (dříve také německy "Rzewnowitz") je malá vesnice, část obce Strážkovice v okrese České Budějovice. Nachází se asi 2 km na jihozápad od Strážkovic. Prochází zde silnice II/155. Je zde evidováno 20 adres. Trvale zde žije 26 obyvatel.
Řevňovice leží v katastrálním území Strážkovice o výměře 7,74 km2.